# Liste de sportifs liés aux Pyrénées-Atlantiques
Voici une liste non exhaustive des sportifs des Pyrénées-Atlantiques.

## Basket-ball
Freddy Hufnagel - Alain Larrouquis

## Canoë-kayak
Tony Estanguet - Patrice Estanguet

## Cyclisme
Gilbert Duclos-Lassalle

## Football
Édouard Cissé - Didier Deschamps - Julien Escudé -  Bixente Lizarazu -  Jean-François Larios - Jean-Michel Larqué

## Golf
Arnaud Massy

## Handball
Nelson Paillou - Alexandra Lacrabère

## Pelote basque
Pampi Laduche - Joseph Apesteguy

## Rugby à XV
Philippe Bernat-Salles - Serge Betsen - Serge Blanco -   Nicolas Brusque - Laurent Cabannes - Nano Capdouze - Jean-Michel Gonzales - Imanol Harinordoquy - Patrice Lagisquet -François Moncla - Pascal Ondarts -  Robert Paparemborde - Jean Piqué - Damien Traille - Pierre  Triep-Capdeville

## Ski alpin
Annie Famose

## Tennis
Jean Borotra - Nicolas Escudé - René Lacoste - Nathalie Tauziat

## Tir sportif
Walter Lapeyre

## Voile
Titouan Lamazou